# Qualificazioni alla Coppa del Mondo di rugby 2015
Le qualificazioni alla Coppa del Mondo di rugby 2015 si tennero tra il 2012 e il 2014 e videro la partecipazione di 84 squadre nazionali che si affrontarono in tornei di qualificazione su base geografica.
Come già successo nel quadriennio precedente, il piazzamento delle squadre nei gironi della fase finale di un'edizione della Coppa determinò anche la qualificazione per quella successiva; le qualificate ai quarti di finale della Coppa 2011 più le terze classificate di ogni girone erano infatti ammesse di diritto all'edizione 2015.
In ragione di ciò risultarono escluse dalle qualificazioni, in quanto già ammesse all'edizione 2015, le Nazionali di Nuova Zelanda (campione del mondo in carica), Francia (finalista), Australia, Galles (semifinaliste sconfitte), Inghilterra, Irlanda, Sudafrica, Argentina (quartifinaliste sconfitte), Tonga, Scozia, Italia e Samoa (terze classificate nella fase a gironi).
Dai processi di qualificazione uscirono quindi otto squadre, delle quali due ciascuna da Europa e Americhe, una ciascuna da Africa, Asia e Oceania e una dai ripescaggi, che si tennero tra la miglior non qualificata di Africa, Americhe, Asia ed Europa.
L'Oceania non ebbe posti di ripescaggio.
Le qualificazioni si tennero su base continentale e si appoggiarono, in tutto o in parte, sui tornei regionali già in calendario; la prima gara delle qualificazioni fu il 24 marzo 2012, giorno dell'incontro inaugurale del Campionato dei Caraibi tra Messico e Giamaica, per l'occasione diretta dal sudafricano Craig Joubert, già arbitro della finale della Coppa del Mondo di rugby 2011 tra Nuova Zelanda e Francia.
Alle qualificazioni africane parteciparono 13 squadre (qualificata la Namibia), a quelle americane 18 (qualificate Canada e Stati Uniti), a quelle asiatiche 17 (qualificato il Giappone), alle oceaniane 5 (qualificata Figi) e a quelle europee 31 (qualificate Georgia e Romania).
Ai ripescaggi accedettero Hong Kong per l'Asia, Zimbabwe per l'Africa, Russia per l'Europa e Uruguay per le Americhe; quest'ultima fu anche la squadra che emerse da tali spareggi.

## Criteri di qualificazione
- Africa (1 qualificata, 1 ai ripescaggi): 13 squadre parteciparono alle qualificazioni ripartite su tre turni, ciascuno dei quali corrispondenti a un'annata dell'Africa Cup, dal 2012 al 2014. I primi due turni, che riguardarono rispettivamente la seconda e la terza, e la prima e la seconda, divisione dell'Africa Cup 2012 e, a seguire, 2013, servirono per determinare la composizione della prima divisione dell'Africa Cup 2014, che valse come girone finale di qualificazione[4]: la squadra campione africana 2014 fu qualificata alla Coppa del Mondo, mentre la seconda accedette ai ripescaggi.
- Americhe (2 qualificate, 1 ai ripescaggi). 18 squadre, 11 delle quali dal Nordamerica e Caraibi, 7 dal Sudamerica. Per quanto riguarda il Nordamerica, la prima squadra giunse dalla vincente di uno spareggio in gara doppia tra Canada e Stati Uniti. Per il secondo posto utile, dapprima la campione caraibica del 2012 spareggiò contro la vincente del coevo Sudamericano "B"; la vincente di tale spareggio disputò a sua volta un altro incontro eliminatorio in gara unica contro l'ultima classificata del Sudamericano "A" 2012. La squadra emergente da tale eliminazioni partecipò al Sudamericano "A" e ai fini del prosieguo delle qualificazioni fu considerata la classifica avulsa tra le tre squadre partecipanti a tale torneo esclusa l'Argentina, già qualificata[5]; la squadra vincitrice di tale triangolare affrontò in uno spareggio in gara doppia la perdente tra Canada e Stati Uniti per il secondo posto delle Americhe alla Coppa del Mondo; la squadra sconfitta in tale spareggio accedette ai ripescaggi[5].
- Asia (1 qualificata, 1 ai ripescaggi). Il torneo di qualificazione coinvolse tre consecutive edizioni dell'Asian Five Nations dal 2012 al 2014, fino alle squadre di terza divisione; i primi due turni servirono, in ragione dei meccanismi di promozione-retrocessione di tale torneo, a determinare la composizione del Top 5 dell'Asian Five Nations 2014, la cui squadra campione fu qualificata direttamente alla Coppa del Mondo, mentre la seconda in classifica accedette ai ripescaggi[6].
- Europa (2 qualificate, 1 ai ripescaggi). Le qualificazioni europee si basarono interamente sui risultati del campionato europeo 2012-14: i cinque turni di qualificazione servirono fondamentalmente per stabilire la squadra da inviare ai ripescaggi, essendo le due qualificate direttamente determinate dalla classifica aggregata della prima divisione 2012-14 del torneo[7]. La squadra ripescata uscì da una serie di eliminatorie che vide, nell'ordine, affrontarsi le prime classificate delle divisioni 2.D e 2.C della stagione 2012-13, poi la prima classificata, nello stesso periodo, della divisione 2.B, a seguire la prima classificata ancora nel 2012-13 della divisione 2.A e, infine, la vincitrice della divisione 1.B 2012-14. La squadra superstite da tali quattro turni affrontò in gara singola la terza classificata della prima divisione 2012-14 e la vincitrice di tale spareggio accedette ai ripescaggi[7].
- Oceania (una qualificata). Il torneo di qualificazione riguardò 5 squadre, quattro delle quali impegnate nella FORU Oceania Cup 2013, la vincente della quale affrontò Figi per un posto alla Coppa del Mondo. Contrariamente agli altri continenti, l'Oceania non ebbe squadre da destinare al ripescaggio[8].
- Ripescaggi (una qualificata): 4 squadre, ovvero la migliore tra le non qualificate di Africa, Americhe, Asia ed Europa, si incontrarono in un torneo a eliminazione; le semifinali furono in gara unica e con accoppiamento predefinito in quanto la ripescata europea avrebbe dovuto incontrarsi con quella africana e quella asiatica con quella americana[9]; avrebbe avuto il diritto di disputare l'incontro in casa la squadra meglio classificata nel ranking IRB al momento in cui il suo nome fosse stato noto[9]. La finale, tra le due vincenti, si tenne in gara doppia e la vincente fu la qualificata alla Coppa del Mondo[9].

## Schema delle qualificazioni
| Fase                  | Africa                       | Americhe                                                                      | Asia                                       | Europa                                                                                                  | Oceania                                     | Ripescaggi |
| --------------------- | ---------------------------- | ----------------------------------------------------------------------------- | ------------------------------------------ | --- | ------------------------------------------- | --- |
| Qualificate d'ufficio | - Sudafrica                  | - Argentina                                                                   |                                            | - Francia - Galles - Italia - Inghilterra - Irlanda - Scozia                                            | - Australia - Nuova Zelanda - Samoa - Tonga | |
| Schema qualificazioni | - Vincitrice Africa Cup 2014 | - Vincitrice spareggio nordamericano - Vincitrice spareggio nord-sudamericano | - Vincitrice Top 5 Asian Five Nations 2014 | - 1ª classificata div. 1 campionato europeo 2012-14 - 2ª classificata div. 1 campionato europeo 2012-14 | - Vincitrice spareggio oceaniano            | Una squadra tra: - 2ª classificata Africa Cup 2014 - Perdente spareggio nord-sudamericano - 2ª classificata Top 5 Asian Five Nations 2014 - Vincente spareggio europeo |

## Africa

### Verdetto
- Namibia: qualificata alla Coppa del Mondo per la zona Africa
- Zimbabwe: ai ripescaggi interzona

## Americhe

### Verdetto
- Canada: qualificato alla Coppa del Mondo come prima squadra americana
- Stati Uniti: qualificati alla Coppa del Mondo come seconda squadra americana
- Uruguay: ai ripescaggi interzona

## Asia

### Verdetto
- Giappone: qualificato alla Coppa del Mondo per la zona Asia
- Hong Kong: ai ripescaggi interzona

## Europa

### Verdetto
- Georgia: qualificata alla Coppa del Mondo come prima squadra europea
- Romania: qualificata alla Coppa del Mondo come seconda squadra europea
- Russia: ai ripescaggi interzona

## Oceania

### Verdetto
- Figi: qualificata alla Coppa del Mondo per la zona Oceania

## Ripescaggi
|  | Semifinali | Semifinali | Semifinali |  |  | Finale  | Finale  | Finale | Finale | Finale |  |
|  |            |            |            |  |  |         |         |        |        |        |  |
|  | Russia     | Russia     | 23         |  |  |         |         |        |        |        |  |
|  | Zimbabwe   | Zimbabwe   | 15         |  |  | Russia  | Russia  | 22     | 27     | 49     |  |
|  | Uruguay    | Uruguay    | 28         |  |  | Uruguay | Uruguay | 21     | 36     | 57     |  |
|  | Hong Kong  | Hong Kong  | 3          |  |  |         |         |        |        |        |  |

Le semifinali dei playoff di ripescaggio si tennero in casa delle due migliori classificate del ranking IRB, ovvero Russia e Uruguay; nello spareggio euro-africano i russi sconfissero per 23-15 lo Zimbabwe a Krasnojarsk, mente in quello asiatico-americano a Montevideo fu l'Uruguay a prevalere su Hong Kong per 28-3.
La prima delle due finali di ripescaggio si disputò in casa della Russia, ancora a Krasnojarsk.
L'unica meta dell'incontro fu russa, mentre l'Uruguay oppose un gioco disciplinato che portò spesso al fallo gli avversari: Felipe Berchesi capitalizzò sette calci di punizione realizzando 21 punti per la squadra sudamericana, contenendo così le dimensioni della sconfitta, ridotta a un solo punto di scarto, che lasciava ancora aperta la qualificazione.
Al ritorno a Montevideo l'Uruguay, sotto nell'intervallo per 17-12, riuscì a marcare tre mete nella ripresa e a sovvertire il risultato; una meta nei minuti finali di Kušnarëv riportò la Russia sotto fino al 27-33, a distanza di break, finché un piazzato di Berchesi fissò il punteggio sul 36-27 per l'Uruguay e diede alla sua formazione la terza qualificazione alla Coppa del Mondo dopo quelle del 1999 e del 2003.

### Semifinali
| Arbitro: | Nigel Owens |

|                                          |      |                                |
| 8’ Ključnikov 24’ Simplikevič 51’ Gresev | mt   | 29’ Groenewald 40’ Chitokwindo |
| 51’ Kušnarëv                             | tr   | 29’ Cronje                     |
| 53’, 72’ Kušnarëv                        | c.p. | 48’ Cronje                     |

| Arbitro: | Federico Anselmi |

|                                       |      |            |
| 69’ Berchesi 80’ Magno                | mt   |            |
| 3’, 28’, 43’, 57’, 67’, 74’ Ormaechea | c.p. | 13’ McAdam |

### Finale
| Arbitro: | George Clancy |

|                                 |      |                                           |
| 42’ G. Cnobiladze               | mt   |                                           |
| 42’ Kušnarëv                    | tr   |                                           |
| 2’, 23’, 35’, 52’, 76’ Kušnarëv | c.p. | 4’, 20’, 27’, 40’, 55’, 59’, 65’ Berchesi |

| Arbitro: | Romain Poite |

|                                    |      |                                  |
| 46’ Prada 56’ Corral 64’ Ormaechea | mt   | 72’ Artem'ev                     |
| 46’, 56’, 64’ Berchesi             | tr   | 72’ Kušnarëv                     |
| 12’, 19’, 32’, 36’, 77’ Berchesi   | c.p. | 10’, 21’, 24’, 36’, 45’ Kušnarëv |

## Quadro generale delle qualificazioni
| Fase                  | Africa      | Americhe               | Asia       | Europa                                                       | Oceania                                     | Ripescaggi |
| --------------------- | ----------- | ---------------------- | ---------- | ------------------------------------------------------------ | ------------------------------------------- | ---------- |
| Qualificate d'ufficio | - Sudafrica | - Argentina            |            | - Francia - Galles - Italia - Inghilterra - Irlanda - Scozia | - Australia - Nuova Zelanda - Samoa - Tonga |            |
| Schema qualificazioni | - Namibia   | - Canada - Stati Uniti | - Giappone | - Georgia - Romania                                          | - Figi                                      | - Uruguay  |